# Stanna eller gå
Stanna eller gå är en sång inspelad av Carola Häggkvist från 2006 som spelades mycket i radio i mitten av året. Låten släpptes på singel avsedd för olika radiostationer, men var inte utgiven till försäljning förutom som download. Melodin testades även på Svensktoppen den 9 juli 2006 , men missade listan .